# الخوعة (جحانة)

تعديل مصدري - تعديل

الخوعة هي إحدى قرى عزلة اليمانية السفلى بمديرية جحانة التابعة لمحافظة صنعاء، بلغ تعداد سكانها 694 نسمة حسب تعداد اليمن لعام 2004.